# 알렉스 페르난데스
알레한드로 페르난데스 이글레시아스(스페인어: Alejandro Fernández Iglesias, 1992년 10월 15일, 마드리드 지방 마드리드 ~)는 흔히 알렉스(스페인어: Álex)로 알려진 스페인의 축구 선수로, 현재 카디스에서 중앙 미드필더로 활약하고 있다.

## 클럽 경력

### 레알 마드리드
마드리드 출신으로, 13번째 생일을 맞이하기 전 인근 알칼라에서 레알 마드리드 유소년부에 입단했다. 2010년, 그는 세군다 디비시온 B 소속의 레알 마드리드 카스티야 소속으로 출전하기 시작했고, 같은 해 7월, 그는 주제 모리뉴 1군 감독의 부름을 받아 미국의 시즌 전 전지훈련에 참가했다. 8월 5일, 그는 클럽 아메리카와의 친선경기에서 같이 출전한 형 나초와 나란히 비공식 데뷔전을 치렀고, 3-2 승리에 일조했다.
알렉스는 2010년 8월 29일, 3-2로 이긴 코루호와의 안방 경기에서 87분을 소화해 2군 데뷔전을 치렀다. 10월 3일, 그는 3-0으로 이긴 세로 데 레예스와의 안방 경기에서 1호골을 넣어 3-0 승리에 공헌했고, 1년차를 30경기 출전으로 마쳤지만, 소속 구단은 승격 플레이오프전 진출이 안타깝게 좌절되었다.
2011년 3월 6일, 알렉스는 3-1로 이긴 라싱 산탄데르와의 경기에서 막판에 출전해 라 리가 첫 경기를 뛰었다. 그는 2011-12 시즌에 플레이오프전을 포함해 35경기 출전했고, 카스티야는 5년 만에 2부 리그에 복귀했다.

### 에스파뇰
2013년 8월, 알렉스는 상호 계약 해지로 레알 마드리드를 떠났다. 이후, 그는 1부 리그의 에스파뇰과 계약했고, 1년차에 공식 경기 30번을 출전했지만, 선발로 출전한 경기는 5번밖에 없었다.
2015년 1월 28일, 알렉스는 에스파뇰에서 리예카로 시즌 말까지 임대로 떠났다. 8월 18일, 같은 방식으로, 그는 시즌 후에 완전 이적을 엄두하고 챔피언십의 레딩으로 이적했다. 2016년 1월 19일, 그는 5-2로 이긴 허더스필드 타운과의 안방 경기에서 FA컵 경기에서 첫 골을 쏘았다.

### 엘체와 카디스
2016년 이듬해에 만료되는 앵무새 군단과의 계약을 파기한 후, 알렉스는 세군다 디비시온의 엘체와 계약했다. 이듬해 8월 7일, 강등을 당하면서, 그는 같은 리그 소속의 카디스와 2년 계약을 맺었다.

## 사생활
알렉스의 형 호세 이그나시오도 축구 선수이다. 수비수인 호세 이그나시오도 레알 마드리드 유소년부 출신이다.

## 경력 통계
2017년 6월 10일 기준
| 클럽                   | 시즌      | 리그              | 리그 | 리그 | 컵   | 컵 | 리그 컵 | 리그 컵 | 대륙 | 대륙 | 기타 | 기타 | 합계 | 합계 |
| 클럽                   | 시즌      | 단계              | 출장 | 골   | 출장 | 골 | 출장    | 골      | 출장 | 골   | 출장 | 골   | 출장 | 골   |
| ---------------------- | --------- | ----------------- | ---- | ---- | ---- | -- | ------- | ------- | ---- | ---- | ---- | ---- | ---- | ---- |
| 레알 마드리드 카스티야 | 2010–11   | 세군다 디비시온 B | 32   | 2    | -    | -  | -       | -       | -    | -    | -    | -    | 32   | 2    |
| 레알 마드리드 카스티야 | 2011–12   | 세군다 디비시온 B | 35   | 1    | -    | -  | -       | -       | -    | -    | -    | -    | 35   | 1    |
| 레알 마드리드 카스티야 | 2012–13   | 세군다 디비시온   | 32   | 3    | -    | -  | -       | -       | -    | -    | -    | -    | 32   | 3    |
| 레알 마드리드 카스티야 | 합계      | 합계              | 99   | 6    | -    | -  | -       | -       | -    | -    | -    | -    | 99   | 6    |
| 레알 마드리드          | 2010–11   | 라 리가           | 1    | 0    | 0    | 0  | -       | -       | 0    | 0    | -    | -    | 1    | 0    |
| 레알 마드리드          | 2011–12   | 라 리가           | 0    | 0    | 0    | 0  | -       | -       | 0    | 0    | -    | -    | 0    | 0    |
| 레알 마드리드          | 2012–13   | 라 리가           | 0    | 0    | 1    | 0  | -       | -       | 0    | 0    | -    | -    | 1    | 0    |
| 레알 마드리드          | 합계      | 합계              | 1    | 0    | 1    | 0  | -       | -       | 0    | 0    | -    | -    | 2    | 0    |
| 에스파뇰               | 2013–14   | 라 리가           | 24   | 0    | 6    | 0  | -       | -       | -    | -    | -    | -    | 30   | 0    |
| 에스파뇰               | 2014–15   | 라 리가           | 5    | 0    | 2    | 0  | -       | -       | -    | -    | -    | -    | 7    | 0    |
| 에스파뇰               | 2015–16   | 라 리가           | 0    | 0    | 0    | 0  | -       | -       | -    | -    | -    | -    | 0    | 0    |
| 에스파뇰               | 합계      | 합계              | 29   | 0    | 8    | 0  | -       | -       | -    | -    | -    | -    | 37   | 0    |
| 리예카 (임대)          | 2014–15   | 프르바 HNL        | 9    | 2    | 2    | 0  | -       | -       | 0    | 0    | 0    | 0    | 11   | 2    |
| 레딩 (임대)            | 2015–16   | 챔피언십          | 8    | 0    | 1    | 1  | 1       | 0       | -    | -    | -    | -    | 10   | 1    |
| 엘체                   | 2016–17   | 세군다 디비시온   | 34   | 3    | 2    | 0  | -       | -       | -    | -    | -    | -    | 36   | 3    |
| 경력 합계              | 경력 합계 | 경력 합계         | 180  | 11   | 14   | 1  | 1       | 0       | 0    | 0    | 0    | 0    | 195  | 12   |

## 수상

### 클럽
레알 마드리드 카스티야
- 세군다 디비시온 B: 2011–12

### 국가대표팀
스페인 U-19
- UEFA U-19 축구 선수권 대회: 2011

### 개인
- UEFA U-19 축구 선수권 대회 최우수 선수: 2011